# Hạ Vy
Hạ Vy (sinh ngày 6 tháng 12 năm 1977) là một nữ ca sĩ nhạc hải ngoại người Mỹ gốc Việt.

## Cuộc đời và sự nghiệp
Hạ Vy tên thật là Nguyễn Lê Tường Vy, sinh ngày 6 tháng 12 năm 1977 tại Nha Trang. Tài năng diễn xuất và giọng hát của Hạ Vy được cha mẹ cô khám phá khi cô còn rất nhỏ, họ đã khuyến khích cô bước vào nghề ca hát. Khi còn nhỏ, Hạ Vy bắt đầu đi hát cho đoàn Hải Đăng và Sao Biển tại Nha Trang.
Năm 1991, Hạ Vy cùng với gia đình sang Mỹ theo diện HO và cư ngụ tại thành phố Boston, tiểu bang Massachusetts. Tại đây, cô vừa đi học Anh văn vừa đi làm phụ tá cho một văn phòng nha sĩ.
Năm 1993, trong một dịp sang California chơi, Hạ Vy được bạn thân là nữ ca sĩ Diễm Liên, quen biết từ khi ở Việt Nam, rủ đến vũ trường Ritz là nơi Diễm Liên hát. Tại đây, Hạ Vy gặp nhạc sĩ Tùng Giang và nhà sản xuất Bạch Đông của Trung tâm Asia lúc đó. Cô chuyển sang California để hát cho Trung tâm Asia. Ca khúc cô thu đầu tiên cho Trung Tâm Asia là “Dancing All Night” trong album “Tình Hồng Rực Nắng Hè” và xuất hiện đầu tiên trong cuốn video Asia số 2 chủ đề “10th Anniversary ASIA” cùng với Nini, Vina Uyển Mi và Quỳnh Hương với các nhạc phẩm Lời Buồn Thánh, Model, Cuộc Tình Lầm Lỡ.
Hạ Vy rời Asia năm 1995 và tách nhóm tam ca để bắt đầu hoạt động solo. Từ đó phong cách của Hạ Vy cũng dần thay đổi, cô ít hát nhạc trẻ mà chuyển sang dòng nhạc vàng, trữ tình, bolero, nhạc quê hương.
Năm 1999, cô cùng chồng thành lập Hạ Vy Music Works sản xuất nhiều sản phẩm âm nhạc. Chồng Hạ Vy là nhạc sĩ Đồng Sơn, chuyên làm hòa âm cho các ca khúc của Trung tâm Thúy Nga. Bên cạnh đó, cô cũng cộng tác với nhiều trung tâm băng nhạc khác như Thúy Nga, Mây, Tình, Hải Âu, Diễm Xưa, Blue Ocean...
Năm 2014, lần đầu tiên Hạ Vy trở về trình diễn tại Việt Nam. Kể từ đó, cô thường xuyên trở về Việt Nam tham gia các show lớn nhỏ khác nhau.

## Album
Danh sách này không đầy đủ, bạn cũng có thể giúp mở rộng danh sách.

### CD
- Yêu Nhau Nhé Anh - Hạ Vy Music Works 01
- Dễ Thương - Hạ Vy Music Works 02 (1999)
- Mưa Tình Yêu - Hạ Vy Music Works 03 (1999)
- Nhạc Trẻ Top Hits - Hạ Vy Music Works 04 (2000) với Minh Tuyết, Johnny Dũng, Huy Vũ
- Gió Bấc - Hạ Vy Music Works 05
- Nhạc Trẻ Top Hits 2 - Hạ Vy Music Works 06 với Minh Tuyết, Diễm Liên, Thanh Trúc
- Không Bao Giờ Quên Anh - Hạ Vy Music Works 07
- Trách Người Vội Quên - Hạ Vy Music Works 08 (2004)
- Anh Là Tất Cả - Hạ Vy Music Works 09
- Tình khúc Lam Phương - Hạ Vy Music Works 10
- Mẹ Là Tình Yêu - Hạ Vy Music Works 11 (2011)
- Kỉ Niệm Tình Đầu - Hạ Vy Music Works 12 (2013)
- Tâm Sự - Hạ Vy Music Works 14 (2015)
- Khổ Tâm - Tình Platinum 25 với Mạnh Quỳnh
- Trộm Nhìn Nhau, Kiếp Đỏ Đen - Tình Platinum 64 (2007) với Trường Vũ
- The Best of Hạ Vy - Đừng Nói Yêu Tôi, Tội Tình - Tình Colection 03 (2007)
- Tiếng Lòng Nỉ Non - Tình CD020 (1997)
- Chung Vầng Trăng Đợi - TNCD509 (2012) với Mai Thiên Vân, Duy Trường
- Từ Khi Vắng Anh - Vân Sơn CD165

### DVD
- The Best of Hạ Vy from Tình Music - Người Mang Tâm Sự, Đừng Nói Yêu Tôi

## Các tiết mục trình diễn trên sân khấu
Danh sách này không đầy đủ, bạn cũng có thể giúp mở rộng danh sách.

### Trung tâm Asia
| STT | Tiết mục                                     | Thể hiện với                                  | Chương trình | Năm  |
| --- | -------------------------------------------- | --------------------------------------------- | ------------ | ---- |
| 1   | Lời Buồn Thánh (Trịnh Công Sơn)              | Nini, Vina Uyển Mi, Quỳnh Hương               | ASIA 2       | 1993 |
| 2   | Model                                        | Nini, Vina Uyển Mi, Quỳnh Hương               | ASIA 2       | 1993 |
| 3   | Cuộc Tình Lầm Lỡ (Ngọc Trọng)                | Nini, Vina Uyển Mi, Quỳnh Hương               | ASIA 2       | 1993 |
| 4   | Mùa Thu Trong Mưa (Trường Sa)                | Nini, Vina Uyển Mi                            | ASIA 3       | 1993 |
| 5   | It's You (Trúc Hồ)                           | Nini, Vina Uyển Mi                            | ASIA 3       | 1993 |
| 6   | I Wanna Dance Cha Cha (LV: Kỳ Phát)          | Nini, Vina Uyển Mi                            | ASIA 4       | 1994 |
| 7   | Tình Nhân Có Đôi Chúng Ta (LV: Vũ Xuân Hùng) | Nini, Vina Uyển Mi                            | ASIA 4       | 1994 |
| 8   | Xa Người (LV: Khúc Lan)                      | Nini, Vina Uyển Mi                            | ASIA 4       | 1994 |
| 9   | Trả Lại Em Yêu (Phạm Duy)                    | Nini, Vina Uyển Mi, Quỳnh Hương               | ASIA 5       | 1994 |
| 10  | Without You                                  | Nini, Vina Uyển Mi                            | ASIA 5       | 1994 |
| 11  | Chiều một mình qua phố (Trịnh Công Sơn)      | Nini, Vina Uyển Mi                            | ASIA 5       | 1994 |
| 12  | LK Giáng Sinh                                | Nini, Vina Uyển Mi, Kenny Thái, Lâm Nhật Tiến | ASIA 6       | 1994 |
| 13  | Ngày Mưa Tuyết                               | Nini, Vina Uyển Mi                            | ASIA 6       | 1994 |
| 14  | LK Ánh Sao Đêm                               | Nini, Vina Uyển Mi, Quỳnh Hương               | ASIA 6       | 1994 |
| 15  | Giọt Mưa Thu (Đặng Thế Phong, Bùi Công Ký)   | Nini, Vina Uyển Mi                            | ASIA 7       | 1995 |
| 16  | Bài không tên số 2 (Vũ Thành An)             | Nini, Vina Uyển Mi                            | ASIA 7       | 1995 |
| 17  | Trăng Sơn Cước (Văn Phụng, Văn Khôi)         | Nini, Vina Uyển Mi                            | ASIA 65      | 2010 |

### Trung tâm Vân Sơn
| STT | Tiết mục                                                  | Thể hiện với | Chương trình | Năm  |
| --- | --------------------------------------------------------- | --- | ------------ | ---- |
| 1   | Thương Mối Tình Đầu                                       | solo | Vân Sơn 9    | 1998 |
| 2   | Rồi Mai Em Đi                                             | solo | Vân Sơn 10   | 1998 |
| 3   | Năm 17 Tuổi (Linh Ngân)                                   | solo | Vân Sơn 28   | 2004 |
| 4   | Nếu Chúng Mình Cách Trở (Tú Nhi)                          | Trường Vũ | Vân Sơn 28   | 2004 |
| 5   | Đành Lòng Sao Anh (Hoàng Nghĩa)                           | solo | Vân Sơn 29   | 2005 |
| 6   | LK Dân Ca Ba Miền                                         | solo | Vân Sơn 30   | 2005 |
| 7   | LK Khóc Thầm (Lam Phương), Người Thương Kẻ Nhớ (Hàn Châu) | solo | Vân Sơn 31   | 2005 |
| 8   | Từ Khi Vắng Anh (Dạ Cầm, Thanh Sơn)                       | solo | Vân Sơn 32   | 2005 |
| 9   | Cuộc Tình Đã Lỡ                                           | solo | Vân Sơn 33   | 2006 |
| 10  | LK Đà Lạt                                                 | solo | Vân Sơn 34   | 2006 |
| 11  | Sớm Chồng                                                 | solo | Vân Sơn 35   | 2006 |
| 12  | Kiếp Đơn Nghèo (Lâm Hoàng)                                | solo | Vân Sơn 36   | 2007 |
| 13  | LK Căn Nhà Ngoại Ô                                        | Phi Nhung, Nhã Thanh | Vân Sơn 36   | 2007 |
| 14  | Cánh Sen Kỷ Niệm (LV: Giáng Ngọc)                         | solo | Vân Sơn 37   | 2007 |
| 15  | Tình Yêu Cách Trở (Lưu Trần Lê)                           | Chế Phong | Vân Sơn 38   | 2007 |
| 16  | Huyền Trân Công Chúa (Nhất Sinh)                          | solo | Vân Sơn 39   | 2008 |
| 17  | LK Mẹ Và Quê Hương                                        | Nguyên Khang, Nguyễn Hồng Nhung, Andy Quách, Diễm Liên, Thanh Tuyền, Phi Nhung, Linda Chou, Nhã Thanh, Chế Linh, Trường Vũ, Ngọc Hạ, Vpop | Vân Sơn 39   | 2008 |
| 18  | Mưa Chiều Miền Trung (Hồng Xương Long)                    | solo | Vân Sơn 40   | 2008 |
| 19  | Quê Hương Ba Miền (Thanh Sơn)                             | Việt Thảo, Vân Sơn, Trường Vũ, Diễm Liên, Tâm Đoan, Cát Tiên, Linda Chou                                                                  | Vân Sơn 41   | 2008 |
| 20  | LK Hoa Phượng (Thanh Sơn)                                 | solo | Vân Sơn 41   | 2008 |
| 21  | Quen Nhau Trên Đường Về (Thăng Long)                      | solo | Vân Sơn 42   | 2009 |
| 22  | Điệu Lâm Thôn Trà Vinh (Thanh Sơn)                        | solo | Vân Sơn 43   | 2009 |
| 23  | Chiều Đồng Quê (Khánh Đăng)                               | solo | Vân Sơn 44   | 2010 |

### Trung tâm Thúy Nga

#### Chương trình Paris By Night
| STT | Tiết mục | Thể hiện với | Chương trình       | Năm  |
| --- | --- | --- | ------------------ | ---- |
| 1   | Ngoại Tôi (Song Ngọc) | solo | Paris By Night 50  | 1999 |
| 2   | Lời Tỏ Tình Dễ Thương (Ngọc Sơn) | Don Hồ | Paris By Night 60  | 2001 |
| 3   | LK Cánh Thiệp Hồng, Ngang Trái (Lê Dinh)                                                                                                | solo | Paris By Night 70  | 2003 |
| 4   | Khúc Hát Ân Tình (Xuân Tiên, Song Hương)                                                                                                | Minh Tuyết, Hà Phương, Như Quỳnh | Paris By Night 83  | 2006 |
| 5   | Nhật Ký Đời Tôi (Thanh Sơn) | Mạnh Quỳnh | Paris By Night 83  | 2006 |
| 6   | Em Về Với Người (Mặc Thế Nhân) | solo | Paris By Night 103 | 2011 |
| 7   | Chuyến Đò Không Em (Hoài Linh) | Duy Trường | Paris By Night 104 | 2011 |
| 8   | Người Tình Trăm Năm (Đức Huy) | Minh Tuyết, Như Quỳnh, Lưu Bích, Ngọc Anh, Kỳ Phương Uyên, Lam Anh, Thanh Hà, Tóc Tiên, Như Loan, Diễm Sương, Quỳnh Vi | Paris By Night 105 | 2012 |
| 9   | Người Tình Không Đến (Ngân Giang) | solo | Paris By Night 105 | 2012 |
| 10  | Phiên Chợ Sông (Hoài An) | Duy Trường | Paris By Night 106 | 2012 |
| 11  | LK Mùa Thu Trong Mưa (Trường Sa), Búp Bê Không Tình Yêu (LV: Vũ Xuân Hùng)                                                              | Minh Tuyết, Lam Anh, Diễm Sương, Quỳnh Vi, Thanh Hà, Mai Thiên Vân, Như Quỳnh, Hương Giang, Hương Thủy, Kỳ Phương Uyên, Ngọc Anh, Như Loan, Tóc Tiên | Paris By Night 106 | 2012 |
| 12  | Mấy Nhịp Cầu Tre (Hoàng Thi Thơ) | solo | Paris By Night 107 | 2013 |
| 13  | Hoài Thu (Văn Trí) | solo | Paris By Night 108 | 2013 |
| 14  | LK Trót Dại (Tuấn Hải, Lê Kim Khánh), Tình Chỉ Đẹp (Thủy Tiên)                                                                          | Mạnh Quỳnh | Paris By Night 109 | 2013 |
| 15  | LK Xin Đừng Trách Đa Đa (Võ Đông Điền), Mưa trên phố Huế (Minh Kỳ, Tôn Nữ Thụy Khương), Em Đi Chùa Hương (Trung Đức, Nguyễn Nhược Pháp) | Kỳ Phương Uyên, Ánh Minh, Hương Giang, Minh Tuyết, Diễm Sương, Mai Thiên Vân, Hương Thủy, Lam Anh, Như Quỳnh, Bảo Hân, Hồ Lệ Thu, Châu Ngọc, Như Loan, Tóc Tiên, Thu Phương | Paris By Night 109 | 2013 |
| 16  | Hát Mãi Bài Tình Ca (Thái Thịnh) | Minh Tuyết, Như Loan, Tóc Tiên, Như Quỳnh, Don Hồ, Mai Thiên Vân, Mạnh Quỳnh, Hương Thủy, Quang Lê, Ngọc Hạ, Trần Thái Hòa, Thế Sơn, Châu Ngọc, Hồ Lệ Thu, Kỳ Phương Uyên, Mai Tiến Dũng, Quỳnh Vi, Trịnh Lam, Lương Tùng Quang, Diễm Sương, Duy Trường, Khánh Lâm, Tommy Ngô, Lynda Trang Đài, Đình Bảo, Ánh Minh, Hương Giang, Anh Tú, Thiên Tôn, Ý Lan, Ngọc Anh, Thu Phương, Giang Tử, Hương Lan, Thái Châu, Quang Dũng, Nguyễn Hưng, Thanh Hà, Lưu Bích, Tuấn Ngọc, Khánh Hà, Dương Triệu Vũ, Lam Anh, Bằng Kiều, Họa Mi, Elvis Phương | Paris By Night 109 | 2013 |
| 17  | Mùa Xuân Xôn Xao (Hàn Châu) | Duy Trường | Paris By Night 110 | 2014 |
| 18  | Tình Hoài Hương (Phạm Duy) | Trần Thái Hòa, Thiên Tôn, Đình Bảo, Như Quỳnh, Ngọc Anh, Mai Thiên Vân, Quỳnh Vi, Tóc Tiên | Paris By Night 111 | 2014 |
| 19  | Trăng Phương Nam (Anh Hoa) | Hương Thủy | Paris By Night 111 | 2014 |
| 20  | Nhật Ký Mùa Đông (Hà Phương) | solo | Paris By Night 112 | 2014 |
| 21  | Cánh Thiệp Đầu Xuân (Minh Kỳ, Lê Dinh)                                                                                                  | Minh Tuyết | Paris By Night 113 | 2015 |
| 22  | Lời Cảm Ơn (Ngô Thụy Miên, Hạ Đỏ Chung Bích Phượng)                                                                                     | Minh Tuyết, Lam Anh, Quỳnh Vi, Diễm Sương, Kỳ Phương Uyên, Hương Thủy, Ánh Minh, Thanh Hà, Ngọc Anh, Mai Thiên Vân, Lương Tùng Quang, Don Hồ, Thiên Tôn, Đình Bảo, Ngọc Ngữ, Justin Nguyễn, Mai Tiến Dũng, Bảo Khánh | Paris By Night 114 | 2015 |
| 23  | Tình Thương Mái Lá (Trúc Phương) | Bảo Khánh | Paris By Night 114 | 2015 |
| 24  | Trao Nhau Nhẫn Cưới (Phạm Minh Cảnh) | Tuấn Quỳnh | Paris By Night 115 | 2015 |
| 25  | LK Em Về Miệt Thứ (Hà Phương), Em Đi Trên Cỏ Non (Bắc Sơn)                                                                              | Hương Lan, Như Quỳnh, Tâm Đoan, Mai Thiên Vân | Paris By Night 115 | 2015 |
| 26  | Nét Đẹp Á Đông (Dương Khắc Linh) | Lam Anh, Như Quỳnh, Mai Thiên Vân, Ánh Minh, Diễm Sương, Minh Tuyết, Quỳnh Vi, Hạ Vy, Thanh Hà, Hương Giang, Tâm Đoan, Hương Thủy | Paris By Night 115 | 2015 |
| 27  | Catwalk (Nguyễn Hữu Đức) | Ngọc Anh, Như Loan, Hoàng Nhung, Lam Anh, Diễm Sương | Paris By Night 116 | 2015 |
| 28  | Chuyện Hoa Mười Giờ 2 (Đài Phương Trang)                                                                                                | solo | Paris By Night 117 | 2016 |
| 29  | Đừng Nhắc Chuyện Lòng (Đài Phương Trang)                                                                                                | Tuấn Vũ | Paris By Night 119 | 2016 |
| 30  | Đưa Em Xuống Thuyền (Hoàng Thi Thơ) | Phi Nhung, Tâm Đoan, Hương Thủy, Minh Tuyết, Nguyễn Hồng Nhung, Mai Thiên Vân, Hoàng Nhung, Châu Ngọc Hà | Paris By Night 119 | 2016 |
| 31  | Những Đêm Dài Không Ngủ (Đào Duy) | solo | Paris By Night 120 | 2016 |
| 32  | Vòng Tay Giữ Trọn Ân Tình (Đỗ Kim Bảng)                                                                                                 | Hoàng Nhung | Paris By Night 121 | 2017 |
| 33  | Tựa Cánh Bèo Trôi (Hoàng Minh) | solo | Paris By Night 122 | 2017 |
| 34  | Duyên Phận (Thái Thịnh) | Như Quỳnh, Hương Thủy, Mai Thiên Vân, Phi Nhung, Quỳnh Vi, Lam Anh, Diễm Sương, Hà Thanh Xuân, Hoàng Nhung, Châu Ngọc Hà | Paris By Night 122 | 2017 |
| 35  | Yêu Tiếng Hát Ngày Xưa (Thanh Sơn) | Tâm Đoan | Paris By Night 123 | 2017 |
| 36  | Anh Cho Em Mùa Xuân (Nguyễn Hiền, Kim Tuấn)                                                                                             | Hương Thủy, Minh Tuyết, Mai Thiên Vân, Hoàng Nhung, Châu Ngọc Hà, Hà Thanh Xuân, Diễm Sương | Paris By Night 124 | 2018 |
| 37  | Người Hàng Xóm (Tô Thanh Tùng, Nguyễn Bính)                                                                                             | solo | Paris By Night 124 | 2018 |
| 38  | Thương Về Mùa Đông Biên Giới (Phượng Linh)                                                                                              | solo | Paris By Night 125 | 2018 |
| 39  | Khúc Tình Ca Hàng Hàng Lớp Lớp (Nguyễn Văn Đông)                                                                                        | Hoàng Oanh, Thanh Tuyền, Giao Linh, Vũ Khanh, Anh Khoa, Ý Lan, Anh Dũng, Don Hồ, Ngọc Anh, Minh Tuyết, Nguyễn Hồng Nhung, Thiên Tôn, Đình Bảo, Hương Thủy, Mai Thiên Vân, Lam Anh, Trần Thái Hòa, Khải Đăng, Hà Thanh Xuân, Châu Ngọc Hà | Paris By Night 125 | 2018 |
| 40  | Tình Nghèo Có Nhau (Đài Phương Trang)                                                                                                   | Tuấn Vũ | Paris By Night 126 | 2018 |
| 41  | Tình Đẹp Mùa Chôm Chôm (Giao Tiên) | Tuấn Quỳnh | Paris By Night 127 | 2018 |
| 42  | Ninh Kiều Là Em (Tiến Luân) | Hương Thủy, Tâm Đoan | Paris By Night 128 | 2019 |
| 43  | Vào Hạ (Lê Hựu Hà) | Hương Thủy, Kỳ Phương Uyên, Hoàng Nhung, Hà Thanh Xuân, Tâm Đoan, Loan Châu, Như Ý, Lam Anh, Trúc Lam, Trúc Linh, Như Loan, Diễm Sương, Băng Tâm, Mai Thiên Vân, Nguyễn Hồng Nhung, Phi Nhung, Quỳnh Vi, Ngọc Anh, Minh Tuyết | Paris By Night 128 | 2019 |
| 44  | Nhớ (Châu Kỳ) | Mai Thiên Vân | Paris By Night 129 | 2019 |
| 45  | Dấu Chân Kỷ Niệm (Thúc Đăng) | Thanh Tuyền, Như Quỳnh, Phi Nhung, Hương Thủy, Mai Thiên Vân | Paris By Night 129 | 2019 |
| 46  | Bồng Bềnh Con Nước (Đức Trí) | Mai Thiên Vân | Paris By Night 130 | 2020 |
| 47  | Nỗi Buồn Con Gái (Nhật Ngân) | Diễm Sương, Hương Thủy, Như Loan, Minh Tuyết, Hà Thanh Xuân, Như Ý, Quỳnh Vi, Băng Tâm, Lam Anh, Hoàng Mỹ An, Ngọc Anh | Paris By Night 130 | 2020 |
| 48  | Bóng Hồng Việt Nam (Hoàng Thi Thơ) | solo | Paris By Night 133 | 2022 |
| 49  | Hình Ảnh Người Em Không Đợi (Hoàng Thi Thơ)                                                                                             | Nguyễn Hồng Nhung, Minh Tuyết, Quỳnh Vi, Lam Anh, Như Loan, Phương Yến Linh, Hoàng Mỹ An, Hương Thủy, Kỳ Phương Uyên, Châu Ngọc Hà, Băng Tâm | Paris By Night 133 | 2022 |
| 50  | Những Chuyến Xe Trong Cuộc Đời (Hoài Linh)                                                                                              | Trường Vũ | Paris By Night 136 | 2024 |

#### Chương trình Thúy Nga Music Box
| STT | Tiết mục                             | Thể hiện với        | Chương trình           | Năm  |
| --- | ------------------------------------ | ------------------- | ---------------------- | ---- |
| 1   | Lý Trái Mướp                         | solo                | Thúy Nga Music Box #15 | 2020 |
| 2   | Đừng Trách Em Tội Nghiệp (Giao Tiên) | solo                | Thúy Nga Music Box #15 | 2020 |
| 3   | Một Người Đi (Mai Châu)              | solo                | Thúy Nga Music Box #15 | 2020 |
| 4   | Đừng Nói Xa Nhau (Châu Kỳ)           | Tuấn Vũ             | Thúy Nga Music Box #15 | 2020 |
| 5   | Vè Dưới Mái Nhà (Xuân Tiên)          | Hương Thủy, Tuấn Vũ | Thúy Nga Music Box #15 | 2020 |

#### Chương trình thu hình khác
| STT | Tiết mục | Thể hiện với                                      | Chương trình                 | Năm  |
| --- | --- | ------------------------------------------------- | ---------------------------- | ---- |
| 1   | Khuya Nay Anh Đi Rồi (Châu Kỳ)                                                                                 | solo                                              | A Dancing Dream - Season 1   | 2011 |
| 2   | Tình Nghĩa Đôi Ta Chỉ Thế Thôi (Lam Phương)                                                                    | Quang Lê                                          | Paris By Night 104 VIP Party | 2012 |
| 3   | Ai cho tôi tình yêu (Trúc Phương)                                                                              | solo                                              | Paris By Night 106 VIP Party | 2013 |
| 4   | Lạnh Lùng (Đinh Việt Lang)                                                                                     | solo                                              | Paris By Night 109 VIP Party | 2013 |
| 5   | Sao Chưa Thấy Hồi Âm (Châu Kỳ)                                                                                 | solo                                              | VSTAR 2013 - Chung Kết       | 2014 |
| 6   | Hình Ảnh Người Em Không Đợi (Hoàng Thi Thơ)                                                                    | solo                                              | Liveshow Mai Thiên Vân       | 2017 |
| 7   | LK Chuyến Đi Về Sáng (Mạnh Phát), Mưa Nửa Đêm (Trúc Phương), Trưng Vương Khung Cửa Mùa Thu (Lời Việt: Nam Lộc) | Mai Thiên Vân, Minh Tuyết                         | Liveshow Mai Thiên Vân       | 2017 |
| 8   | Nắng Chiều (Lê Trọng Nguyễn)                                                                                   | Mai Thiên Vân, Minh Tuyết, Đan Nguyên, Mạnh Quỳnh | Liveshow Mai Thiên Vân       | 2017 |

### Trung tâm Mây - Dạ Lan
| STT | Tiết mục                                                  | Thể hiện với          | Chương trình | Năm  |
| --- | --------------------------------------------------------- | --------------------- | ------------ | ---- |
| 1   | Mười Thương (Phạm Đình Chương)                            | solo                  | Dạ Lan 1     | 2003 |
| 2   | LK Hoa Biển, Hoa Trinh Nữ, Tuyết Trắng (Trần Thiện Thanh) | Diễm Liên, Thanh Trúc | Dạ Lan 2     | 2004 |
| 3   | Ngày Đầu Một Năm (Trần Thiện Thanh)                       | solo                  | Dạ Lan 2     | 2004 |

### Trung tâm Blue Ocean
| STT | Tiết mục                                                           | Thể hiện với | Chương trình                     | Năm  |
| --- | ------------------------------------------------------------------ | ------------ | -------------------------------- | ---- |
| 1   | Bảy Ngày Đợi Mong (Trần Thiên Thanh)                               | solo         | Vườn Hoa Âm Nhạc Và Tiếng Cười   | 2004 |
| 2   | Biết Nói Gì Đây (Huỳnh Anh)                                        | solo         | Vườn Hoa Âm Nhạc Và Tiếng Cười 2 |      |
| 3   | LK Mưa Chiều Kỷ Niệm (Duy Yên), Nếu Đời Không Có Anh (Hoàng Trang) | solo         | Vườn Hoa Âm Nhạc Và Tiếng Cười 4 |      |
| 4   | Phố Vắng Em Rồi (Mạnh Phát)                                        | solo         | Vườn Hoa Âm Nhạc Và Tiếng Cười 5 | 2007 |
| 5   | Tình Lỡ (Thanh Bình)                                               | solo         | Vườn Hoa Âm Nhạc Và Tiếng Cười 6 | 2008 |
| 6   | LK Trang Nhật Ký, Nhật Ký Đời Tôi                                  | solo         | Vườn Hoa Âm Nhạc Và Tiếng Cười 7 |      |
| 7   | LK Chuyện Loài Chim Biển, Thoáng Giấc Mơ Qua (Nguyễn Vũ)           | Mạnh Đình    | Vườn Hoa Âm Nhạc Và Tiếng Cười 8 |      |
| 8   | Tết Này Có Em (Hàn Châu)                                           | solo         | Vườn Hoa Âm Nhạc Và Tiếng Cười 9 |      |
| 9   | Nếu Xuân Này Vắng Anh (Bảo Thu)                                    | Quang Đô     | Vườn Hoa Âm Nhạc Và Tiếng Cười 9 |      |

### Trung tâm Tình
Một số video không có dữ liệu nên dưới đây là danh sách không đầy đủ.
| STT | Tiết mục                                                                          | Thể hiện với | Chương trình                      | Năm  |
| --- | --------------------------------------------------------------------------------- | --- | --------------------------------- | ---- |
| 1   | Ở Trọ (Trịnh Công Sơn)                                                            | solo | Quê Hương Tình Yêu Và Tuổi Trẻ    | 1997 |
| 2   | Chút Kỷ Niệm Buồn (Tô Thanh Sơn)                                                  | solo | Quê Hương Tình Yêu Và Tuổi Trẻ 2  | 1998 |
| 3   | Con Gái Bây Giờ (Quốc Dũng)                                                       | Johnny Dũng | Quê Hương Tình Yêu Và Tuổi Trẻ 3  | 1998 |
| 4   | Xe Đạp Ơi (Ngọc Lễ)                                                               | solo | Quê Hương Tình Yêu Và Tuổi Trẻ 3  | 1998 |
| 5   | Tình Xuân                                                                         | Minh Tuyết, Tú Quyên, Lưu Mỹ Linh, Johnny Dũng, Bảo Duy, Hải Triều, Khánh Hoàng, Tuấn Nôn                                                              | Quê Hương Tình Yêu Và Tuổi Trẻ 4  | 1998 |
| 6   | Hãy Xem Như Một Giấc Mơ                                                           | solo | Quê Hương Tình Yêu Và Tuổi Trẻ 4  | 1998 |
| 7   | Cô Nàng Thôn Quê                                                                  | solo | Quê Hương Tình Yêu Và Tuổi Trẻ 4  | 1998 |
| 8   | Mưa Phi Trường (Việt Anh)                                                         | Johnny Dũng | Quê Hương Tình Yêu Và Tuổi Trẻ 5  | 1999 |
| 9   | LK Vào Hạ, Shalala (Lê Hựu Hà)                                                    | Minh Tuyết, Tú Quyên, Lưu Mỹ Linh, Johnny Dũng, Huy Vũ                                                                                                 | Quê Hương Tình Yêu Và Tuổi Trẻ 5  | 1999 |
| 10  | Nhớ Anh Chiều Mưa (LV: Hạ Vy, Johnny Dũng)                                        | solo | Quê Hương Tình Yêu Và Tuổi Trẻ 5  | 1999 |
| 11  | HAPPY Y2K                                                                         | Minh Tuyết, Tú Quyên, Diễm Liên, Lưu Mỹ Linh, Johnny Dũng, Nhật Quân, Tuấn Thông                                                                       | Quê Hương Tình Yêu Và Tuổi Trẻ 6  | 1999 |
| 12  | DỄ THƯƠNG                                                                         | Solo | Quê Hương Tình Yêu Và Tuổi Trẻ 6  | 1999 |
| 13  | THẦN ĐIÊU ĐẠI HIỆP                                                                | Johnny Dũng | Quê Hương Tình Yêu Và Tuổi Trẻ 6  | 1999 |
| 14  | Mãi yêu người                                                                     | solo | Quê Hương Tình Yêu Và Tuổi Trẻ 7  | 2000 |
| 15  | Thân con gái kiếp con trai                                                        | Johnny Dũng | Quê Hương Tình Yêu Và Tuổi Trẻ 7  | 2000 |
| 16  | Cô Bé Vô Tư                                                                       | solo | Quê Hương Tình Yêu Và Tuổi Trẻ 8  | 2001 |
| 17  | Email Tình Yêu (Trần Minh Phi)                                                    | Johnny Dũng | Quê Hương Tình Yêu Và Tuổi Trẻ 9  | 2001 |
| 18  | Tội Tình (Hàn Châu)                                                               | Hạ Vy | Quê Hương Tình Yêu Và Tuổi Trẻ 9  | 2001 |
| 19  | LK Tình                                                                           | Minh Tuyết, Tú Quyên, Diễm Liên, Thành Trúc, Huy Vũ, Hoài Vũ, Duy Linh, Johnny Dũng                                                                    | Quê Hương Tình Yêu Và Tuổi Trẻ 10 | 2002 |
| 20  | LK Đôi Ngả Chia Ly                                                                | Trường Vũ | Quê Hương Tình Yêu Và Tuổi Trẻ 10 | 2002 |
| 21  | Chỉ Có Bạn Bè Thôi (Lâm Hoàng)                                                    | solo | Quê Hương Tình Yêu Và Tuổi Trẻ 10 | 2002 |
| 22  | LK Top Hits                                                                       | Minh Tuyết, Tâm Đoan, Diễm Liên, Thanh Trúc, Rebecca Quỳnhh Giao, Vina Uyển My, La Sương Sương, Huy Vũ, Tiến Dũng, Minh Chánh, Nhật Trung, Johnny Dũng | Quê Hương Tình Yêu Và Tuổi Trẻ 11 | 2003 |
| 23  | LK Mai Lỡ Hai Mình Xa Nhau                                                        | Trường Vũ | Quê Hương Tình Yêu Và Tuổi Trẻ 11 | 2003 |
| 24  | LK Dân Ca                                                                         | Minh Tuyết, Tâm Đoan | Quê Hương Tình Yêu Và Tuổi Trẻ 11 | 2003 |
| 25  | Khi Không (Cô Phượng)                                                             | solo | Quê Hương Tình Yêu Và Tuổi Trẻ 11 | 2003 |
| 26  | LK Cha Cha Cha                                                                    | Minh Tuyết, Vina Uyển Mi, Rebecca Quỳnh Giao, Huy Vũ, Minh Chánh,                                                                                      | Quê Hương Tình Yêu Và Tuổi Trẻ 12 | 2004 |
| 27  | Đừng Trách Em Tội Nghiệp (Vinh Sử)                                                | solo | Quê Hương Tình Yêu Và Tuổi Trẻ 12 | 2004 |
| 28  | LK Top Hits 2                                                                     | Minh Tuyết, Vina Uyển Mi, Gia Linh, Tú Quyên, Thùy Vân, Huy Vũ, Gia Huy, Philip Huy, Kevin Khoa, Minh Chánh, Tuấn Hùng                                 | Quê Hương Tình Yêu Và Tuổi Trẻ 13 | 2005 |
| 29  | Đừng Nói Yêu Tôi (Anh Bằng)                                                       | solo | Quê Hương Tình Yêu Và Tuổi Trẻ 13 | 2005 |
| 30  | LK Tình 2 In Shanghai                                                             | Don Hồ, Huy Vũ, Shayla | Quê Hương Tình Yêu Và Tuổi Trẻ 14 | 2006 |
| 31  | Cuộc Tình Chôn Dấu (LV: Lãnh Ngọc Tâm)                                            | Don Hồ | Quê Hương Tình Yêu Và Tuổi Trẻ 14 | 2006 |
| 32  | LK Dân Ca 2                                                                       | Diễm Liên, Tú Quyên | Quê Hương Tình Yêu Và Tuổi Trẻ 14 | 2006 |
| 33  | Vỗ Cái Trống cơm (Song Ngọc)                                                      | solo | Quê Hương Tình Yêu Và Tuổi Trẻ 14 | 2006 |
| 34  | LK Tà Áo Việt Nam                                                                 | Diễm Liên, Lưu Mỹ Linh, Tú Quyên, Huy Vũ, Gia Huy, Kevin Khoa, Minh Chánh                                                                              | Quê Hương Tình Yêu Và Tuổi Trẻ 14 | 2006 |
| 35  | Nếu Có Một Ngày (LV: Lãnh Ngọc Tâm)                                               | Huy Vũ | Quê Hương Tình Yêu Và Tuổi Trẻ 15 | 2007 |
| 36  | LK Phố Đêm (Tâm Anh), Xóm Đêm (Phạm Đình Chương), Nửa Đêm Ngoài Phố (Trúc Phương) | solo | Quê Hương Tình Yêu Và Tuổi Trẻ 15 | 2007 |
| 37  | Có Anh Rồi (Đồng Sơn)                                                             | Huy Vũ | Quê Hương Tình Yêu Và Tuổi Trẻ 15 | 2007 |
| 38  | LK Câu Hò Bên Bờ Hiền Lương (Hoàng Hiệp), Neo Đậu Bến Quê (An Thuyên)             | solo | Quê Hương Tình Yêu Và Tuổi Trẻ 16 | 2008 |
| 39  | LK Duyên Kiếp, Tình Nghĩa Đôi Ta Chỉ Thế Thôi (Lam Phương)                        | solo | Quê Hương Tình Yêu Và Tuổi Trẻ 17 | 2009 |
| 40  | LK Phượng Buồn (Thanh Sơn, Nguyễn Vũ), Trường Cũ Tình Xưa (Duy Khánh)             | solo | Quê Hương Tình Yêu Và Tuổi Trẻ 18 | 2011 |
| 41  | Sa Mưa Giông (Bắc Sơn)                                                            | solo | Quê Hương Tình Yêu Và Tuổi Trẻ 18 | 2011 |

### Đài Vietface TV
| STT | Tiết mục                  | Thể hiện với | Chương trình                       | Năm  |
| --- | ------------------------- | ------------ | ---------------------------------- | ---- |
| 1   | Mất Nhau Rồi (Ngân Trang) | Duy Trường   | Lễ Giỗ Tổ Ngành Nghề Sân Khấu 2020 | 2020 |